# Télématin
 (janvier 2022).
Si vous disposez d'ouvrages ou d'articles de référence ou si vous connaissez des sites web de qualité traitant du thème abordé ici, merci de compléter l'article en donnant les références utiles à sa vérifiabilité et en les liant à la section « Notes et références ».
Télématin est une émission de télévision française diffusée depuis le 10 janvier 1985 sur Antenne 2 puis France 2. Cette émission matinale propose des journaux et des rubriques sur la culture et la vie quotidienne. Son concept est basé sur le programme américain Today.

## Historique
Sur le modèle américain Today, une émission télévisée américaine diffusée sur NBC depuis 1952, et sous l'impulsion de Georges Fillioud, et du président d’Antenne 2 Pierre Desgraupes, la télévision publique ouvre une nouvelle tranche horaire matinale jamais exploitée.
Jusqu'aux années 1980, la télévision française exploite peu les tranches matinales en dehors du week-end, de quelques événements ou retransmissions spéciales. Une édition intitulée Bonjour la France est diffusée sur TF1 à partir de septembre 1984 mais uniquement le week-end. Toutefois, la première émission quotidienne du matin intitulée « Le 7/9 » est lancée dès le 4 novembre 1984, sur la première chaîne payante française Canal+, présentée par Michel Denisot et Danielle Askain, avec le concours de la rédaction de la chaîne cryptée, parmi laquelle on note Jérôme Bonaldi; l'émission magazine de Canal+ est construite autour de chroniques cinéma, musicales, culturelles ainsi que de courts rappels d'information.
Préparée pendant plus d’un an pour Antenne 2 par les collaborateurs les plus proches de Desgraupes notamment son directeur de la programmation Pierre Wiehn, l'émission Télématin , dont la mise à l'antenne était prévue pour le 7 janvier 1985, est finalement lancée pour cause de grève trois jours plus tard, le 10 janvier 1985 sur Antenne 2, devenue France 2 en 1992. Ses premiers responsables en sont Paul Nahon (rédaction en chef) puis Michel Strulovici (rédacteur en chef), Henri Slotine (chroniques) Daniel Patte (production et chroniques) et William Leymergie (présentation). Les premiers réalisateurs sont à l'époque alternativement Dominique Colonna et Marcel Zemour.
Une émission appelée Télé-Matin avait déjà existé à la télévision française au début des années 1970. Elle était diffusée le dimanche matin sur la première chaîne, commençant à 8 h 55 pour finir à 9 h.
Dans un premier temps, Télématin est diffusée du lundi au vendredi, les matinées du week-end étant prises en charge par l'émission Bonjour la France sur TF1.
Télématin est la deuxième émission de télévision matinale diffusée en semaine après le 7/9 de Michel Denisot lancée le 5 novembre 1984 sur Canal+.
Le succès de Télématin inspire la création en milieu de matinée de Matin Bonheur en 1987, émission produite par Monique Cara, puis en 1996 des Beaux Matins, enfin de C'est au programme en 1998, dont William Leymergie est le producteur. Les humoristes Les Inconnus parodient ces émissions dans leur sketch Youpi Matin, où chroniqueurs et présentateurs apparaissent à l'antenne à moitié endormis.

## Concept
Télématin est à la fois une émission d'information (avec des journaux ou flashs toutes les demi-heures, deux revues de presse, la météo, les informations routières et une interview politique), ainsi qu'un magazine (avec des rubriques sur la musique, les voyages, le cinéma, le sport et la vie quotidienne en général). L'émission est diffusée de 6 h 30 à 9 h 30.
Les émissions du samedi et dimanche sont consacrées plus spécifiquement aux activités du week-end, comme le marché, le bricolage ou la culture ; il n'y a pas d'interview politique le dimanche (les 4 vérités fait cependant désormais partie de l'émission du samedi) et la revue de presse est centrée ces jours-là sur les magazines. Les flashs infos y sont proposés aux horaires habituels soit toutes les 30 min de 6 h 30 à 9 h le samedi et 8 h le dimanche, et autant de bulletins météo sont présentés (après chaque journal le samedi comme le dimanche, les éditions de 6 h 39 à 8 h 9 du samedi assise en plateau, l'édition de 8 h 35 incluse au flash info d'Estelle Colin, et l'édition de 9 h 9 assise en plateau face à Estelle Colin ; les éditions du dimanche de 6 h 39 à 8 h 9 après les JT sur le plateau de secours.
Parmi ces diverses rubriques, l'émission fait appel chaque matin à l'un des correspondants permanents de France 2 en Europe ou dans le monde : dans cette chronique « Sans frontières », il présente un fait marquant de l'actualité du pays.
Durant les premières années de l'émission, chaque flash d'information de 8 h est précédé à 7 h 53 d'un cartoon issu des Merrie Melodies, des Looney Tunes ou de Mister Magoo.
Depuis le 20 septembre 2014, excepté l'été, l'émission du samedi est complétée par une séquence d'une demi-heure, nommée « C'est un monde ! » faisant appel à différents correspondants à travers le monde pour aborder un même sujet.
Depuis le 20 mars 2017, Télématin est précédé par une nouvelle tranche d'informations « Le 6 h Info », animée de 6 h 0 à 6 h 30 tout d'abord par Laurent Bignolas puis par Samuel Étienne depuis le mois de septembre 2019. Depuis septembre 2019, France a concédé également une tranche information préalable à Télématin qui débute à 7 h, le 6 h Info de semaine devient le samedi le 6 h 30 Info jusqu'au samedi 21 août 2021. La principale différence entre les deux émissions réside dans la diffusion : le 6h Info de semaine est, depuis septembre 2020, devenue une émission propre à France 2 (initialement commune avec France Info, cette dernière débute l'antenne à 6 h par une édition tout images et la météo du 6 h Info à 6 h 27) ; le samedi, l'émission 6 h 30 Info, sans météo, est diffusée sur France 2 en commun avec France Info dans le cadre de l'émission de la seconde chaîne, le 6 h-10 h (raison pour laquelle, à l'arrêt à 6 h 54 du 6 h 30 Info sur France 2 pour passer à Télématin, des rediffusions de reportages sont recalés jusqu'à la reprise d'antenne de 7 h sur France Info, pour que la restitution d'antenne de France 2 ne soit pas en coupure d'un sujet, le même phénomène se produisant à 6 h 24 au préalable de la prise d'antenne sur France 2).
Depuis le 23 août 2021, Télématin est désormais diffusée du lundi au samedi en direct (jusqu'à présent, l'émission du samedi était enregistrée, seuls les flashs infos/météos étaient en direct), et une émission enregistrée est diffusée pendant 6 h le dimanche (seuls les journaux et bulletins météo sont présentés en direct depuis le plateau de secours), portée en semaine par Thomas Sotto et Julia Vignali (du lundi au jeudi) et le week-end par Damien Thévenot et Maya Lauqué (du vendredi au dimanche), sur un nouveau décor, informations dévoilées le 1er mai 2021 par le service presse de France 2. La tranche d'informations du 6 h info est conservée, et sera désormais également diffusée du lundi au dimanche à 6 h (Télématin débutant désormais à 6 h 30 également le samedi, pour s'aligner aux autres jours de la semaine).

### Habillage antenne

Ancien logo de Télématin.

Le 29 août 2016, l'habillage de l'émission est renouvelé, utilisant désormais des couleurs acidulées comme le jaune et le violet. Le présentateur apparaît dans le générique et interagit avec des horloges.
Depuis le 29 janvier 2018, à l'occasion de l'instauration de la nouvelle identité visuelle des chaînes de France Télévisions, Télématin change de plateau en intégrant celui des journaux télévisés, tout comme l'émission C'est au programme qui déménage du 12 février 2018 au 5 juillet 2019.

Identité visuelle de Télématin depuis le 23 août 2021.

Depuis le 23 août 2021, Télématin est désormais diffusée du lundi au samedi en direct, et une émission enregistrée de 2 h est diffusée le dimanche, comprenant les activités du weekend, un invité, le résumé de la semaine, et la conso. L'émission est portée en semaine par Thomas Sotto et Julia Vignali (du lundi au jeudi) et le week-end par Damien Thévenot et Maya Lauqué (du vendredi au dimanche), sur un nouveau décor, et un nouvel habillage antenne. L'habillage antenne de Télématin s'accorde avec l'univers visuel de France 2, en intégrant dans son générique des éléments ronds placés au centre de l'écran. L'identité utilisée depuis 2002 est abandonnée pour un nouveau logo sans horloge et en un seul mot. Le mot "télé" se présente dans une typographie plus fine que le mot "matin" en plus gras. Un logo "diminué" est couramment utilisé pour plus de simplicité : il est uniquement composé des lettres minuscules "tm" et sert de signature tout au long du programme.
À la rentrée 2025, l'émission bénéficiera d'un tout nouveau plateau et de nouveaux animateurs, remplaçant Flavie Flament et Julien Arnaud par Maya Lauqué et Damien Thévenot !

### Faits marquants
En 2007, après une altercation avec un chroniqueur, William Leymergie est suspendu de la présentation de l'émission pour 15 jours, remplacé par Thierry Beccaro.
Le 1er juillet 2015, Lucie Bouzigues, journaliste à Télématin, meurt d'une rupture d'anévrisme alors qu'elle n'était âgée que de 26 ans.
À la rentrée de septembre 2019, une impressionnante vague de départs survient à Télématin. Plus d'une dizaine de chroniqueurs décident de claquer la porte après une réunion avec la direction de France Télévisions qui propose de requalifier les CDD en CDI, contre une baisse de leurs rémunérations de 30 à 40 %. Tous ces chroniqueurs révèlent qu'ils envisagent de poursuivre France Télévisions aux Prud'hommes à la suite de leurs départs respectifs.
Du 17 mars au 25 mai 2020, après le début de confinement faisant suite à la pandémie de Covid-19 et à la suite de la découverte d'un cas de coronavirus au sein de l'équipe, la diffusion est suspendue et remplacée par la tranche 6 h 30 - 9 h 30 de France Info présentée par Samuel Étienne. L'émission revient deux semaines après la fin du confinement.
Le samedi 19 juin 2021, à titre exceptionnel en raison de la grève des éclairagistes et électriciens du plateau habituel de France 2, l'émission a été présentée en direct le samedi matin, assurée par Damien Thévenot sur le plateau de secours. Ce même jour, contrairement aux émissions habituelles, Isabelle Bouloc et Virginie Hillssone devaient se partager la même place de présentation face à Damien Thévenot en raison de ce direct inopiné, au lieu d'être face à face à chaque édition (ce qui est coutume le samedi).
Le mardi 28 juin 2022, pour la première fois depuis l'arrivée du nouveau format de Télématin, en raison d'un mouvement social de l'ensemble des catégories de personnels de France Télévisions et Radio France, une émission best of sans JT ni météo a été diffusée de 6 h 20 (contre 6 h 28 pour les directs et 6 h 29 pour les émissions du dimanche) à 9 h 20 (contre 9 h 25 en temps normal).
Le 5 septembre 2022, une humoriste du nom d'Alexandra Pizzagali rate son sketch sur l'attentat de Nice en plein procès de celui-ci, elle est même coupée par la publicité, la production évoque une maladresse, et quelques jours plus tard, elle est évincée de l'émission, cette séquence fait beaucoup parler, autant dans les médias que sur les réseaux sociaux.

## Rubriques

### Journaux télévisés

#### Semaine jusqu'au 21 août 2021
La rédaction en chef des journaux est assurée par Emmanuel Vannier assisté de Martin Gouesse, Sophie Gastrin et Sylvain Lequesne (rédacteurs en chef adjoints). Cette équipe assume également la rédaction en chef de la tranche 6 h/9 h de France Info télé sur le canal 27 de la TNT, 7 jours par semaine, 365 jours par an.
Du lundi au vendredi, 5 JT sont diffusés en direct. Toutes les éditions sont présentées sur le plateau de Télématin. La première et la dernière édition de l'émission sont des flash info et présentées avec la langue des signes. En 2016, l'édition de 8 heures 45 est retardée progressivement et devient finalement l'édition de 9 heures. Depuis 2019, un court flash est diffusé à 8 h 30 et présenté par Karine Baste-Régis.
Pour l'été 2021, c'est provisoirement une alternance entre Estelle Colin (habituellement présente à la revue de presse du lundi au jeudi), et Anthony Jolly.

#### Samedi jusqu'au 21 août 2021
Le samedi, quatre journaux sont diffusés en direct. À noter : ces éditions sont présentées sur le plateau de secours, l'émission du samedi étant enregistrée le jeudi.
- les éditions de 7 heures, de 8 heures et de 9 heures sont présentées par Isabelle Bouloc (depuis 2008). Elle est principalement remplacée par Estelle Colin, Manuel Tissier.
- l'édition de 7 heures 30 est présentée par Estelle Colin (depuis septembre 2016). Elle est principalement remplacée par Nabila Tabouri, Simon Ricottier ou Anthony Jolly.
- Pour assurer plus de 1500 journaux en direct par an, la chaîne fait parfois appel à des journalistes de la rédaction de France 2 pour présenter ces éditions. Parmi ceux-ci, on peut citer : Guillaume Daret, Margaux Manière, Jihane Benzina, Nicolas Châteauneuf…

Pendant l'été, Léopold Audebert, Manuel Tissier, et Anthony Jolly sont les principaux remplacements d'Isabelle Bouloc pour la formule estivale du Télématin du samedi.

#### Nouvelle formule
Depuis septembre 2021, la présentation des journaux est assurée : 
- du lundi au jeudi, par Johanna Ghiglia et Anne-Claire Poignard (septembre à décembre 2022)
- du vendredi au dimanche, par Estelle Colin.

Les éditions de 6 h 30 et 9 h sont traduites en langue des signes. À noter que le dimanche, l'émission ne durant que 2 h, la seconde édition traduite en langue des signes est celle de 8 h (remplaçant ainsi celle de 9 h).
Autre nouveauté à noter, concernant les éditions du lundi au samedi, celle de 8 h 30 contient désormais un flash météo présenté par Johanna Ghiglia du lundi au jeudi et Estelle Colin les vendredi et samedi.
La météo après le flash de 9 h a fait partie intégrante du journal pendant les 3 premières semaines de cette nouvelle formule, puisqu'elle était lancée et clôturée par Johanna Ghiglia ou Estelle Colin (même si elle reste présentée par la personne chargée des autres bulletins météo de la matinée).
Enfin, l'émission du dimanche étant enregistrée, les journaux sont assurés en direct depuis le plateau de secours (à l'identique des anciennes éditions du samedi). A noter, l'émission étant raccourcie d'une heure en raison des émissions religieuses du dimanche matin à 8 h 30, le second journal traduit en langue des signes est avancé à 8 h (contre 9 h du lundi au samedi), le premier journal étant toujours celui de 6 h 30.

### Météo

#### Ancienne formule
- Elle est diffusée après le 6 heures (édition très courte, présentée assis en plateau) mais avant les autres journaux en direct, à l'exception de 8 h 30 (horaire où la météo est absente des grilles pour permettre le dernier relevé d'observations des températures du matin, relevé diffusé dans la météo de 8 h 58).
- Le samedi jusqu'au 21 août 2021, celle-ci est présentée en direct, assis en plateau (plateau de secours utilisé habituellement pour l'ensemble des éditions du samedi), après les éditions de 7 h 30 et 8 h, et à 8 h 57 avant l'édition de 9 heures. L'édition de 7 heures est la seule édition pour laquelle la météo n'est pas diffusée, celle-ci étant décalée à 9 h 35, en l'absence de flash à 6 h 30 (remplacé par la pause publicitaire), juste avant la chronique "C'est un Monde". Pour les émissions estivales de 2021, la même météo de 9 h 35 est décalée en toute fin d'émission à 9 h 55, et se situe désormais après la dernière session de chroniques (la chronique "C'est un monde" étant arrêtée pour l'été) et avant la clôture de l'émission.

De 1989 à 2012, c'est Laurent Romejko qui présente la météo au cours de l'émission. Avant lui, la présentation de la rubrique était principalement assurée par Brigitte Simonetta puis Sophie Davant de 1987 à 2006.
En semaine, en alternance :
- depuis avril 1990 : Nathalie Rihouet (responsable du service depuis 2016)
- depuis le 18 janvier 2016 : Valérie Maurice
- Joker : Julia Martin et quelquefois Myriam Seurat.

Le samedi :
- de septembre 2006 à août 2020 : Myriam Seurat en remplacement et alternance Nathalie Rihouet et Valérie Maurice.
- depuis septembre 2020 : en alternance : Myriam Seurat, Virginie Hilssone, Julia Martin, et en jokers Nathalie Rihouet et Valérie Maurice.

Plus rarement :
- depuis le 31 octobre 2012 : Anaïs Baydemir (en remplacement de Laurent Romejko (1988-2012)). Anaïs Baydemir présente plus particulièrement les éditions de la météo du 13 h et du 20 h en alternance avec Chloé Nabédian.
- depuis le 29 août 2016 : Chloé Nabédian (en remplacement de Tania Young (présente depuis le 7 mars 2008 mais moins présente à la rentrée 2016 puisqu'elle présente de nombreux reportages pour Télématin). Chloé Nabédian présente plus particulièrement les éditions de la météo du 13 h et du 20 h en alternance avec Anaïs Baydemir.
- très rarement, Isabelle Martinet (chroniqueuse et remplaçante de l'animateur-vedette) et Tania Young (chroniqueuse).

#### Nouvelle formule
La principale nouveauté de l'émission sur la météo est que celle-ci est désormais diffusée après chaque journal, à l'exception du cas particulier de 8 h 30.
Toutes les météos sont présentées assis en plateau (excepté les météos de 8 h 30), du lundi au samedi sur le plateau direct de Télématin, et l'émission du dimanche étant enregistrée, les éditions météos sont présentées depuis le plateau de secours (à l'identique des anciennes éditions du samedi).
Afin d'harmoniser l'ensemble des émissions, d'autres nouveautés ont été ajoutées : le bulletin de 8 h 30 du lundi au samedi est un flash météo intégré au journal et présenté par Johanna Ghiglia du lundi au jeudi et Estelle Colin les vendredis et samedis. Attention, les présentateurs JT étant debout, cela explique la mention "excepté les météos de 8 h 30" pour la présentation assis en plateau.
L'édition météo de 9 h a fait partie intégrante du journal pendant 3 semaines, même si elle est présentée par la personne chargée de l'ensemble des bulletins météo de la matinée, car elle était lancée et clôturée par Johanna Ghiglia ou Estelle Colin.

##### Présentation
Entre août et décembre 2021 :
- Valérie Maurice (lundi au jeudi)
- Nathalie Rihouet (vendredi au dimanche)
- Julia Martin (joker)
- Virginie Hillssonne-lévy (joker)
- Frédéric Vion (joker)

Depuis janvier 2022 :
- Valérie Maurice (lundi au vendredi)
- Frédéric Vion (week-end et joker)
- Anaïs Baydemir (joker)
- David Lefort (joker)

### Point route
Un point route a été présenté entre 1993 et le 2 avril 2016 à 6 h 25, 6 h 55 et à 7 h 30 du lundi au vendredi mais aussi le vendredi à 9 h 25 et à 9 h le samedi, en alternance par :
- 1993-2016 : Valérie Maurice
- 2002-2016 : Julien Pascal
- Janvier 2004 - 2016 : Étienne Jacquemard
- 2009-2016 : David Lefort

### Actualités
- Actu + : présenté par Frédéric Vion. C'est une explication d'un sujet d'actualité. Le matin à 8 h 25 (joker : Maud Descamps)
- Les 4 Vérités : présenté par Caroline Roux du lundi au jeudi, elle est principalement remplacée pendant ses congés par Jean-Paul Chapel, Jeff Wittenberg, lequel assure la présentation des émissions du vendredi et du samedi, Guillaume Daret ou Gilles Bornstein. Tous les matins à 7 h 45, un invité en rapport avec l'actualité politique ou culturelle après le journal de 7 h 30. Note : Caroline Roux a présenté sa dernière émission le mercredi 13 juillet 2022. Elle est remplacée pour l'été par Jeff Wittenberg tous les jours, puis par Thomas Sotto du lundi au jeudi et Jeff Wittenberg le vendredi et le samedi.
- La revue de presse : sur l'actualité de la presse écrite, présentée par Estelle Colin (joker : Frédéric Vion)
- La revue de presse magazine (le samedi) : sur l'actualité de la presse magazine, présentée par Frédéric Vion
- La revue de presse culturelle, présentée par Estelle Colin (joker : Frédéric Vion)
- Sans frontières : la chronique Europe de Télématin, diffusée du lundi au vendredi après le journal de 7 heures. Elle est présentée alternativement par les correspondants de France 2 en Europe.

### C'est un monde!
Diffusée le samedi depuis septembre 2014 à partir de 9 h 25, cette chronique est absente de l'émission pendant l'été puis n'est pas reconduite pour la saison 2021/2022.

## Chroniques

### Culture
- Cinéma : présenté par Charlotte Lipinska (infos, bandes-annonces, reportages et interviews)
- Com' : présenté par Thomas Hervé
- Coulisses : présenté par Anna Reinhardt
- Culture : présenté par Jérôme Cassou
- Design : présenté par Sylvie Adigard
- Histoire : présenté par Frédérick Gersal
- Éducation : présenté par Carole Tolila[21]
- Librairies : présenté par Damien Thévenot
- Mode : présenté par Sophie Brafman
- Mots : présenté par Olivia de Lamberterie
- Musées : présenté par Damien Thévenot
- Musiques : présenté par Alex Jaffray
- Portraits : présenté par Damien Thévenot
- Scènes : présenté par Frédéric Zeitoun
- Séries : présenté par Benoît Lagane
- Terroir : présenté par Loïc Ballet (connu pour son triporteur)
- Théâtre : présenté par Julia Livage
- Visite guidée : présenté par Thomas Hervé
- Un objet, une histoire : présenté par Mélanie Griffon

### Découverte / Nature
- Changement de vie : présenté par Nathalie Schraen-Guirma

### Emploi (embauche)
- Vie active : présenté par Sophie Pignal

### Économie
- Actu économie : présenté par Axel de Tarlé (joker : François Beaudonnet)

### Santé
- Santé / médecine :  présenté par Dr Gérald Kierzek
- Humanitaire : présenté par Olivia Schaller
- Santé / Bien-être : présenté par Christelle Ballestrero
- Santé / Médecine : présenté par Richard Zarzavatdjian
- Santé / Médecine : présenté par Vincent Valinducq
- Santé / Bien-être / Psycho : présenté par Laurence Ostolaza

### Vie pratique
- À table : présenté par Louise Petitrenaud
- Beauté : présenté par Laurence Dorlhacde
- Coach : présenté par Julie Ferrez, Karim M'Gossbo (en alternance)
- Conso : présenté par Isabelle Martinet (désormais chronique spécialement réservée à l'émission du dimanche)
- Demain (futur) : présenté par Anicet Mbida
- Gourmand : présenté par Carinne Teyssandier
- Jardin / Bricolage : présenté par Philippe Collignon[22]
- La bonne idée : présenté par Laura Tenoudji
- Nature : présenté par Natacha Harry
- Planète Verte : présenté par Olivia Schaller
- Sciences : présenté par Laurence Beauvillard
- Sports : présenté par Jean-Sébastien Fernandes (lundi, mardi et vendredi), Grégory Naboulet, Flore Maréchal (mercredi et jeudi en alternance)
- Sports samedi : présenté par Andréa Decaudin

### Web
- Revue du web : la rubrique internet présentée par Laura Tenoudji (joker : Julia Livage)
- Sites du jour : présenté par Laura Tenoudji (joker : Julia Livage)
- Web samedi : présenté par Julia Livage (joker : Olivia Schaller)

### Anciennes chroniques
- Auto : présenté par Anne Christine Horent
- Carré VIP : présenté par Henry-Jean Servat
- Échos du monde : présenté par Marie Mamgioglou
- Expo : présenté par Béatrice Benoît-Gonin
- Made in France : présenté par Marie-Dominique Perrin
- Nouveau : présenté par Yann Lavoix
- Régions : présenté par Sarah Doraghi
- Retour sur images : présenté par Emma Adiei puis Marie Mamgioglou
- Spectacles : présenté par Jean-Philippe Viaud
- TV Ailleurs : présenté par Anissa Arfaoui
- Une autre école : présenté par Anissa Arfaoui

## Collaborateurs

### Présentateurs
- 1985 à 1986 (appelé à la présentation du 13 heures) puis 1990 à 2017 William Leymergie (également producteur[4])
- 1986 à mars 1987 : Julien Lepers
- 1987 à 1989 : Roger Zabel[23] (recruté par Jean-Marie Cavada)
- 1988 à 1989 : Catherine Ceylac et Marc Autheman (journaux)
- 1989 : Mady Tran
- 2017 à 2021 : Laurent Bignolas[24] (alors remplacé notamment par Damien Thévenot en 2021).
- 23 août 2021 au 29 juin 2023 : Julia Vignali (du lundi au jeudi, en duo avec Thomas Sotto)[25]
- du 23 août 2021 au 8 août 2024 : Thomas Sotto (en duo avec Julia Vignali jusqu'en juin 2023 puis avec Marie Portolano d'août 2023 à juin 2024 et Louise Ekland de juillet à août 2024)[26]
- depuis le 27 août 2021 : Damien Thévenot et Maya Lauqué (du vendredi au dimanche)[25]
- 30 août 2023 à juin 2024 : Marie Portolano (du lundi au jeudi, en duo avec Thomas Sotto)[27]
- depuis le 16 septembre 2024 : Julien Arnaud et Flavie Flament (du lundi au jeudi)[28]
- depuis 2025 : Damien Thévenot et Maya Lauqué (du lundi au jeudi[29])
- depuis 2025 : Samuel Ollivier et Mélanie Taravant (du vendredi au dimanche)

#### Remplaçants
Dans les premières années, Laurent Cabrol, Sophie Davant, Laurent Romejko, Thierry Beccaro assuraient, notamment pendant les vacances, l'intérim des présentateurs titulaires.
Le présentateur en titre se fait ponctuellement remplacer par :
- Johanna Ghiglia (depuis décembre 2021)
- Axel de Tarlé (2022)[30]
- Anicet Mbida (2021-2022)[31]
- Émilie Tran Nguyen (février 2024)
- Inès Hirigoyen (août 2024)[32]
- Louise Ekland (depuis août 2024)
- Samuel Olivier (2023-2025), devient titulaire en 2025
- Lucie Chaumette (depuis janvier 2023)
- Jean Baptiste Marteau (depuis 2023)
- Adrien Rohard (depuis janvier 2023)[32]
- Estelle Colin (depuis mai 2022)[33]

En cas d'indisponibilité d'un présentateur titulaire, il peut être remplacé par un autre présentateur titulaire.
Anciens remplaçants
- Thierry Beccaro (1987-2019)
- Patrick Simpson-Jones (1985-1987)
- Laurent Romejko (1998-2012)
- Isabelle Martinet (chroniqueuse Conso) (2007-2020)
- Laurence Ostolaza (chroniqueuse Santé) (2010-2020)
- Thomas Hervé (chroniqueur Com' et Visite guidée) (2012-2020)
- Damien Thévenot (ancien chroniqueur Librairies, Musées, Portraits) (2017-2021)
- Carinne Teyssandier (chroniqueuse Gastronomie) (août 2021)
- Carole Tolila (août 2021)

### Collaborateurs

#### Journalistes
- Jean-Baptiste Marteau (remplaçant du lundi au jeudi)
- Johanna Ghiglia (du lundi au jeudi)
- Nabila Tabouri (depuis 2009) (remplaçante du vendredi au dimanche)
- Estelle Colin (vendredi au dimanche - à titre ponctuel, elle peut être remplaçante du lundi au jeudi)
- Nathanaël de Rincquesin (remplaçant ponctuel du lundi au jeudi).
- Christophe Gascard (remplaçant en semaine)
- Sophie Gastrin (joker été semaine).
- Catherine Rougerie (joker été dimanche).

#### Chroniqueurs
- Sylvie Adigard (depuis 1991)
- Loïc Ballet (depuis 2011)
- Christelle Ballestrero (depuis 2001)
- Laurence Beauvillard (depuis 2009)
- Sophie Brafman (depuis 2014)
- Jérôme Cassou (depuis 2019)
- Estelle Colin (2011- 2019 et depuis 2020)
- Philippe Collignon (depuis 2002)[22]
- Andréa Decaudin (depuis 2020)
- Maud Descamps (depuis 2018)
- Laurence Dorlhac (depuis 2012)
- Nicolas Fabre (depuis 2019)
- Jean-Sébastien Fernandes (depuis 2017)
- Julie Ferrez (depuis 2010)
- Frédérick Gersal (depuis 1993)
- Mélanie Griffon (depuis 2006)
- Natacha Harry (depuis 2000)
- Thomas Hervé (depuis 2006)
- Alex Jaffray (depuis 2001)
- Olivia de Lamberterie (depuis 2005)
- Benoît Lagane (depuis 2018)
- Charlotte Lipinska (depuis 2020)
- Julia Livage (depuis 2006)
- Flore Maréchal (depuis 2019)
- Isabelle Martinet (depuis 1990)
- Anicet Mbida (depuis 2019)
- Grégory Naboulet (depuis 2018)
- Laurence Ostolaza (depuis 2004)
- Louise Petitrenaud (depuis 2016)
- Sophie Pignal (depuis 1989)
- Anna Reinhardt (depuis 2006)
- Olivia Schaller (depuis 2011)
- Nathalie Schraen-Guirma (depuis 2018)
- Myriam Seurat (depuis 2008)
- Laura Tenoudji (depuis 2000)
- Carinne Teyssandier (depuis 2007)
- Damien Thévenot (depuis 1999)
- Carole Tolila (depuis 2018)
- Frédéric Vion (depuis 2010)
- Tania Young (depuis 2016)
- Gérald Kierzek (depuis 2022)
- Sofiane Aklouf (depuis 2022)

### Anciens collaborateurs

#### Journalistes
- Marc Autheman (1988-1989)
- François Brabant (1995-2001)
- Catherine Ceylac (1988-1989)
- Claire Chazal (1989-1991)
- Françoise Laborde (1997-2008)
- Olivier Galzi (1998-2010)
- Sophie Gastrin (2009-2016)
- Gérard Leclerc (1992-1997)
- Alban Mikoczy (2000-2008)
- Laurence Piquet (1994-1996)
- Nathanaël de Rincquesen (2009-2019)
- Patrice Romedenne (1998-2020)
- Sophie Le Saint (1998-2019 et depuis 2024)[34]
- Roland Sicard (1992-2016)
- Karine Baste-Régis (2019-2021)

#### Chroniqueurs
- Charlotte Bouteloup (de 2001 à 27/11/2019)
- Emma Adiei (2012-2015)
- Anissa Arfaoui (2009-28/09/2019)
- Béatrice Benoît-Gonin (2000-27/09/2019)
- Maïtena Biraben (1999-2001)
- Émilie Broussouloux (2015-2016)
- Isabelle Chalençon (de 1997 à 09/2019)
- Brigitte-Fanny Cohen (1992-30/09/2019)
- Michel Cymes (1991-1994)
- Sarah Doraghi (2006-26/09/2019)
- Guillaume Faye (1991-1993)
- Jean-Daniel Flaysakier (1985-1991)
- Anne-Christine Horent (1998-24/09/2019)
- Yann Lavoix (1989-2018)
- Michel Lis (1985-1998)
- Marie Mamgioglou (2011-28/09/2019)
- Patrick Mioulane (de 1997 à 2003)
- Jean-Marc Morandini (1992)
- Véronique Mounier (2001-2004)
- Marie-Dominique Perrin (1986-31/08/2019)
- Patrice Romedenne (2008-2020)
- Henry-Jean Servat (de 2006 à 09/2019)
- Grégoire Tournon (2001-28/09/2019)
- Vincent Valinducq (2020-2023)
- Jean-Philippe Viaud (1990-09/2019)
- Frédéric Zeitoun (1998-2024)

A noter que de 1987 à 1991, à l’invitation du producteur Daniel Patte, Cabu participe quotidiennement à l’émission, réagissant en direct par ses dessins au contenu et à l'actualité

## Audiences
Télématin connaît le succès dès sa naissance en 1985, et est restée l'émission matinale la plus regardée de France, malgré notamment les offensives à partir de 1987 de TF1 nouvellement privatisée. En audimétrie, Télématin réalise les meilleures audiences de France 2. Ainsi en 2008/2009, l'émission réunit 1,4 million de téléspectateurs en semaine soit 41 % de part d'audience et 1 million de téléspectateurs le samedi soit 37 % de part d'audience.
De 2004 à 2008, elle était en concurrence avec La Matinale diffusée sur Canal+ qui réunissait entre 3 et 8 % de part d'audience.
Depuis la montée en puissance des chaînes d'information en continu et de leur matinale, l'audience s'est progressivement érodée en passant sous le cap des 30 % de part d'audience à plusieurs reprises dans les années 2010.
En comparaison, lors de la rentrée en septembre 2017, Télématin est regardé par 842 000 personnes (28,9 %) tandis que « Première édition » diffusée sur BFM TV réunit 386 000 téléspectateurs (16,9 %), Bourdin Direct retransmis sur RMC Découverte est vu par 127 000 personnes (5,6 %), la « Matinale Info » diffusée par CNews rassemble 82 000 téléspectateurs (3,3 %) et enfin la « Matinale de LCI » vue par 37 000 personnes (1,3 %).
Au mois de septembre 2019, l'émission a réuni une moyenne de 775 000 téléspectateurs (26,3%).
Le lancement de la nouvelle version, le lundi 23 août 2021, réunit en moyenne 906 000 téléspectateurs (31,7%).
| Période de diffusion      | Audience moyenne          | Audience moyenne | Références        |
| Période de diffusion      | Nombre de téléspectateurs | PDM              | Références        |
| ------------------------- | ------------------------- | ---------------- | ----------------- |
| De janvier à avril 2012   | 1 100 000                 | 27 %             | [ 38 ]            |
| Du 20 mai au 24 mai 2015  | 1 200 000                 | 34,5 %           | [ 39 ]            |
| En 2014                   | 1 100 000                 | 31,7 %           | [réf. nécessaire] |
| Du 1er mai au 18 mai 2015 | 1 015 470                 | 29,9 %           | [ 40 ]            |
| Du 1er mai au 18 mai 2016 | 970 215                   | 28,1 %           | [ 40 ]            |
| Du 1er mai au 18 mai 2017 | 1 005 730                 | 26,5 %           | [ 40 ]            |
| 30 septembre 2019         | 838 000                   | 26,8%            | [ 41 ]            |
| 7 au 11 octobre 2019      | 839 000                   | 26,5%            | [ 42 ]            |
| 21 au 25 octobre 2019     | 851 000                   | 26,9%            | [ 42 ]            |

## Production
De 1985 à 1990, la production est sous la responsabilité de Daniel Patte auquel succède William Leymergie. Pendant ces premières années la rédaction en chef des journaux est assurée par Paul Nahon, puis Michel Strulovici, et à partir de 1987 François Ponchelet.
De 1990 jusqu'à son départ, William Leymergie, producteur délégué de l'émission, fait office de rédacteur en chef pour la partie magazine de l'émission tandis que les journaux, ainsi que les 4 vérités, la rubrique sport et la revue de presse, sont préparées directement par la rédaction de France 2 avec deux rédacteurs en chef dédiés : Laurent Boussié et Emmanuel Vannier.
Depuis 2019, c'est Ophélie Radureau-Viaene qui est la productrice de Télématin, nommée par France Télévisions Studio.
Le dimanche pour les journaux en direct ou lors des mouvements de grève affectant les locaux de France Télévisions, l'émission a lieu dans un studio particulier, plus petit en régie finale, où le présentateur est face au chroniqueur sans que la caméra ne bouge ni ne filme les coulisses d'où son surnom de studio de « La caméra fixe ». Ce même studio est aussi utilisé en période de grève pour les éditions du 13 heures et du 20 heures.

## Les pigistes
Télématin est l'un des services de la chaîne qui fait le plus appel aux pigistes, récemment sortis de l'école, qui sont « testés » à Télématin, case à la fois moins exposée médiatiquement et plus dure en termes d'horaires et de rapidité de travail. Cela n'empêche pas les litiges judiciaires dus aux renouvellements de contrats à durée déterminée dont les chroniqueurs sont les victimes,.

## Diffusion
Les plages horaires de diffusion générales sont :
- Jusqu'au 21 août 2021 : 
  - Du lundi au vendredi de 6 h 30 à 9 h 25
  - Samedi de 7 h à 10 h
- Depuis le 23 août 2021 :
  - Du lundi au samedi de 6 h 30 à 9 h 25
  - Dimanche de 6 h 30 à 8 h 30[25].

### En semaine
Télématin est diffusé en direct du lundi au vendredi depuis 1985. Lancée de 6 h 45 à 8 h 30 en 1985, à l'été 1986, l'émission est diffusée de 6 h 45 à 9 h. À partir de 1990, elle est diffusée de 6 h 30 à 8 h 30. Elle est prolongée jusqu'à 8 h 45 à la rentrée 2006 puis jusqu'à 9 h à la rentrée 2009 puis jusqu'à 9 h 25 le 4 janvier 2016.

### Samedi
À partir de la rentrée 2008, l'émission est également diffusée le samedi, de 7 h à 8 h 45. L'édition du samedi n'est alors pas diffusée en direct, sauf pour les journaux : l'émission est enregistrée le jeudi après-midi (sauf quelques exceptions, comme pour les samedis des journées européennes du patrimoine, les samedis suivant les attentats de Paris ou pour le Téléthon).
Depuis septembre 2012, l'émission du samedi est prolongée jusqu'à 9 h 30. À partir du 4 janvier 2014, l'émission du samedi est prolongée jusqu'à 9 h 55. Depuis septembre 2014, l'émission du samedi est raccourcie pour se terminer à 9 h 25 mais elle est désormais prolongée par C'est un monde ! se terminant à 9 h 55, qui est une prolongation de Télématin. Depuis septembre 2017, l'émission a repris son horaire habituel des vacances scolaires le samedi, débutant à 7 h pour se terminer à 9 h 55.
Depuis septembre 2021, l'émission est diffusée de 6 h 30 à 9 h 25, comme les horaires de la semaine.

### Dimanche
Depuis septembre 2021, cette émission est diffusée également le dimanche, de 6 h 30 à 8 h 30 (suivie des traditionnelles émissions religieuses du dimanche). Cette émission est enregistrée le samedi après le direct du jour. De plus, 4 éditions du journal/météo sont présentées en direct depuis le plateau de secours, à 6 h 30 (traduction en langue des signes), 7 h, 7 h 30 et 8 h (traduction en langue des signes).

### Vacances scolaires
Pendant les vacances scolaires, Télématin est diffusé du lundi au samedi, pendant trois heures en direct (sauf émission du samedi enregistrée le jeudi), de 6 h 30 à 9 h 25 en semaine et de 7 h à 9 h 55 le samedi.
Depuis septembre 2021, la diffusion de Télématin est à l'identique de la période annuelle (les jokers ne sont connus que la veille de la diffusion de la 1re émission de vacances), et intégralement en direct (sauf le dimanche) :
1. Du lundi au jeudi, de 6 h 30 à 9 h 25 par le duo semaine.
2. Le vendredi, de 6 h 30 à 9 h 25, avec le duo week-end.
3. Le samedi, de 6 h 30 à 9 h 25, par le duo week-end.
4. Le dimanche, de 6 h 30 à 8 h 30 par le duo week-end.